# Santa Clara (Texas)
Santa Clara è un centro abitato degli Stati Uniti d'America situato nella contea di Guadalupe dello Stato del Texas.
La popolazione era di 725 persone al censimento del 2010. Fa parte dell'area metropolitana di San Antonio.

## Geografia fisica
Santa Clara è situata a 29°35′03″N 98°10′00″W (29.584036, -98.166763).
Secondo lo United States Census Bureau, ha un'area totale di 2,1 miglia quadrate (5,4 km²).

## Società

### Evoluzione demografica
Secondo il censimento del 2000, c'erano 889 persone, 297 nuclei familiari e 247 famiglie residenti nella città. La densità di popolazione era di 428,0 persone per miglio quadrato (165,0/km²). C'erano 310 unità abitative a una densità media di 149,2 per miglio quadrato (57,5/km²). La composizione etnica della città era formata dal 90,21% di bianchi, l'1,35% di afroamericani, lo 0,67% di nativi americani, lo 0,11% di asiatici, lo 0,11% di isolani del Pacifico, il 5,62% di altre razze, e l'1,91% di due o più etnie. Ispanici o latinos di qualunque razza erano il 13,16% della popolazione.
C'erano 297 nuclei familiari di cui il 43,4% aveva figli di età inferiore ai 18 anni, il 74,7% aveva coppie sposate conviventi, il 5,7% aveva un capofamiglia femmina senza marito, e il 16,5% erano non-famiglie. Il 12,1% di tutti i nuclei familiari erano individuali e il 4,0% aveva componenti con un'età di 65 anni o più che vivevano da soli. Il numero di componenti medio di un nucleo familiare era di 2,99 e quello di una famiglia era di 3,27.
La popolazione era composta dal 28,6% di persone sotto i 18 anni, l'8,2% di persone dai 18 ai 24 anni, il 28,1% di persone dai 25 ai 44 anni, il 26,3% di persone dai 45 ai 64 anni, e l'8,8% di persone di 65 anni o più. L'età media era di 37 anni. Per ogni 100 femmine c'erano 102,0 maschi. Per ogni 100 femmine dai 18 anni in giù, c'erano 95,4 maschi.
Il reddito medio di un nucleo familiare era di 51.250 dollari, e quello di una famiglia era di 54.500 dollari. I maschi avevano un reddito medio di 36.447 dollari contro i 27.313 dollari delle femmine. Il reddito pro capite era di 31.971 dollari. Circa l'1,8% delle famiglie e il 7,9% della popolazione erano sotto la soglia di povertà, incluso il 15,0% di persone sotto i 18 anni enessuno di 65 anni o più.